# ファンシーパン山
ファンシーパン山（ベトナム語：Núi Phan Xi Păngまたは Núi Phan Si Phăng  発音, 英語：Fansipan mountain）は、ベトナム北部のラオカイ省とライチャウ省の境にある山。同国最高峰で、標高は3,143メートル。

## 概説
高峰であることから「インドシナの屋根」と呼ばれることがある。外国からの登山観光客が多い。ラオカイ省サパより訪れることができる。
地形は複雑で、標高950-1000m程で最低高度のムオンフォア谷は、山の東側に位置しており、険しい登山をすることができる。

## 登山
このエリアにある旅行会社に申し込むことで、1日～3日に渡るハイキングが可能。標高2200m付近及び2800m付近に宿泊施設がある。
山頂付近、標高2900mまでのロープウェイができる2016年以前は日帰りは難しかったが、ロープウェイ完成後は上りは登山、下りはロープウェイを利用することにより、日帰りが可能である。
登山道としては標高1900m付近から始まるTram Ton Trail(山頂まで約10km)が一般的。トレイルはしっかり管理されており難所はないが、登山口にはレンジャーステーションがあり、入山許可証の提示が求められる。

## ロープウェイ

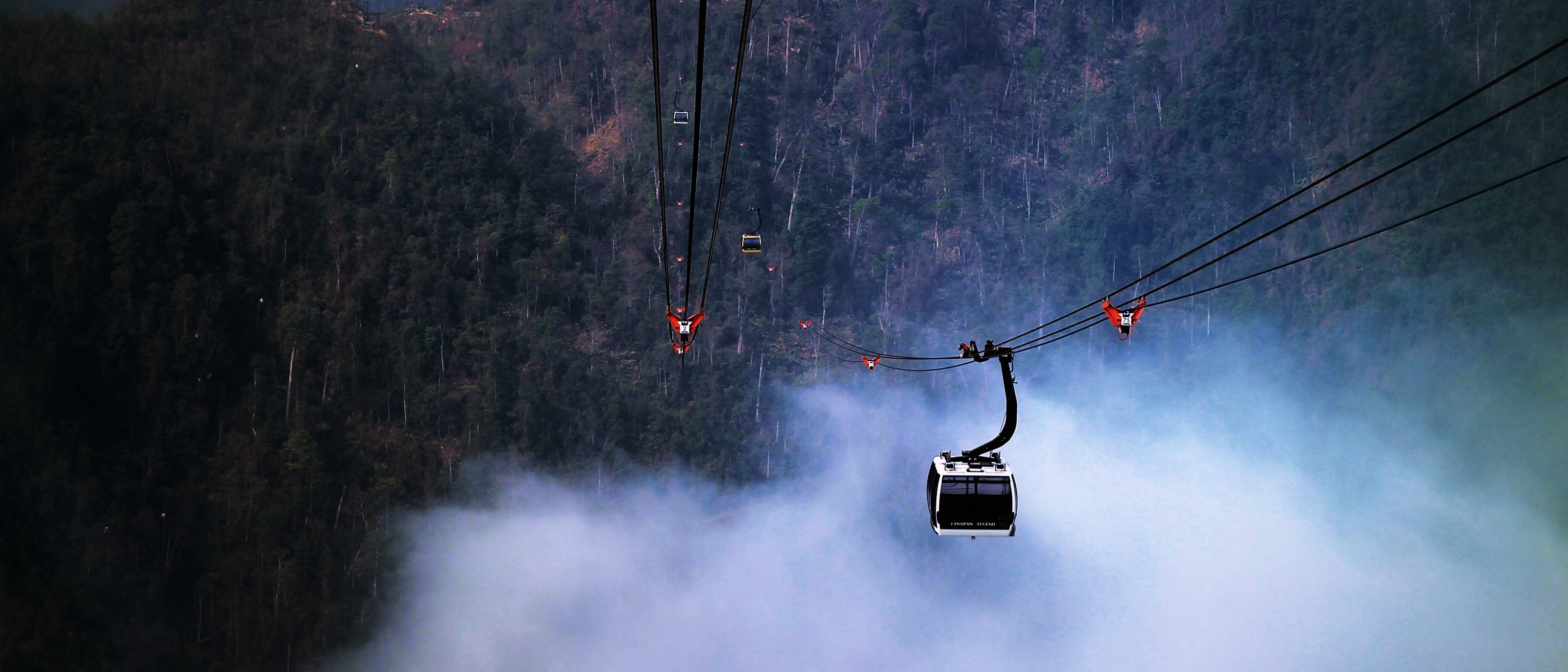
ロープウェイ

2016年に麓のサパと山頂手前2900m付近のムオンホア駅を結ぶケーブルカーが設置されており、同時にムオンホア駅から山頂直下のファンシーパン駅までロープウェーも設置された。ロープウェー終点から実際の山頂にはさらに登山ケーブルカーがある。交通機関開通以降は観光客も容易に山頂を踏めるようになった。

## ギャラリー

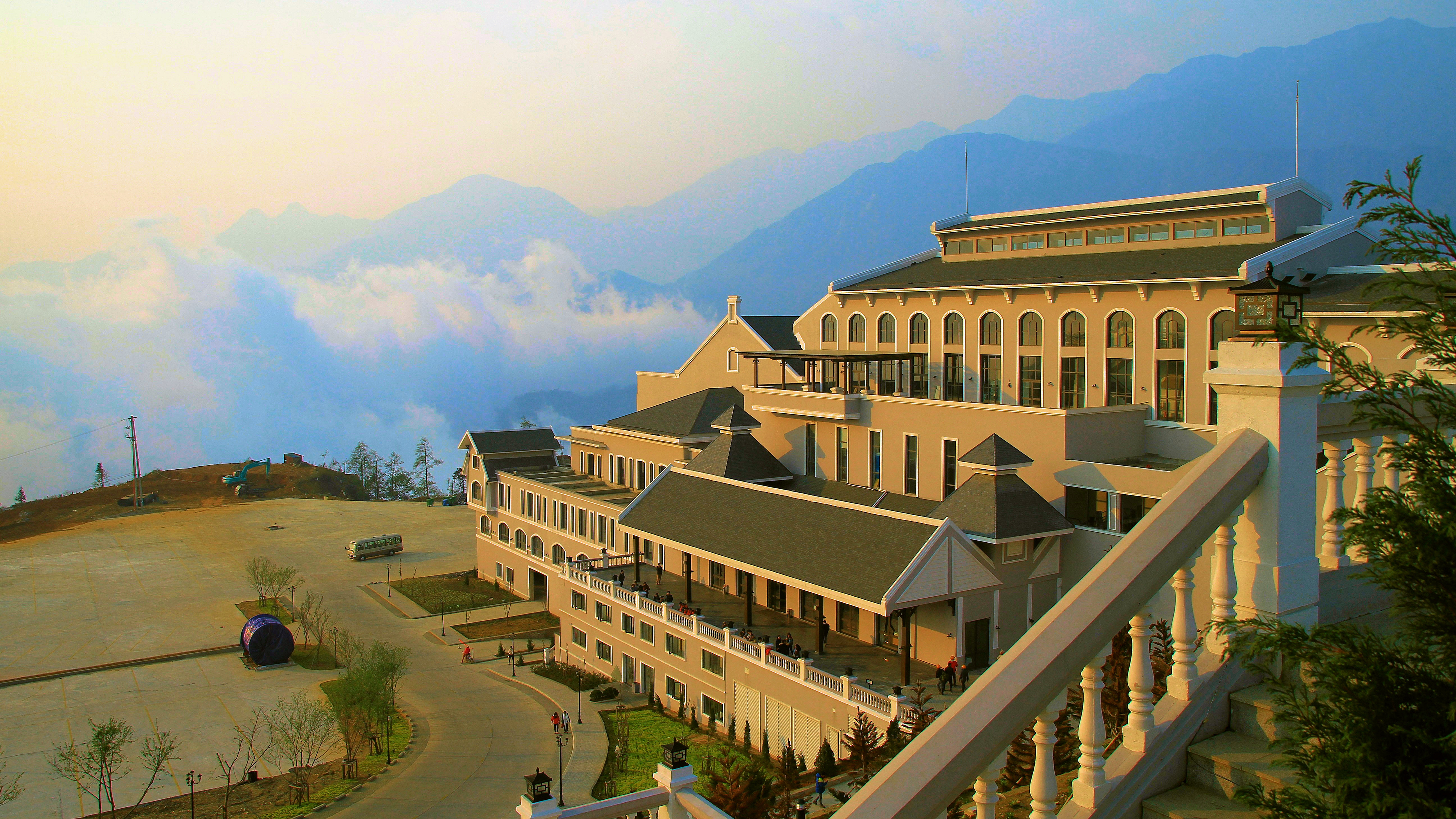
ファンシーパンへのケーブルカー駅
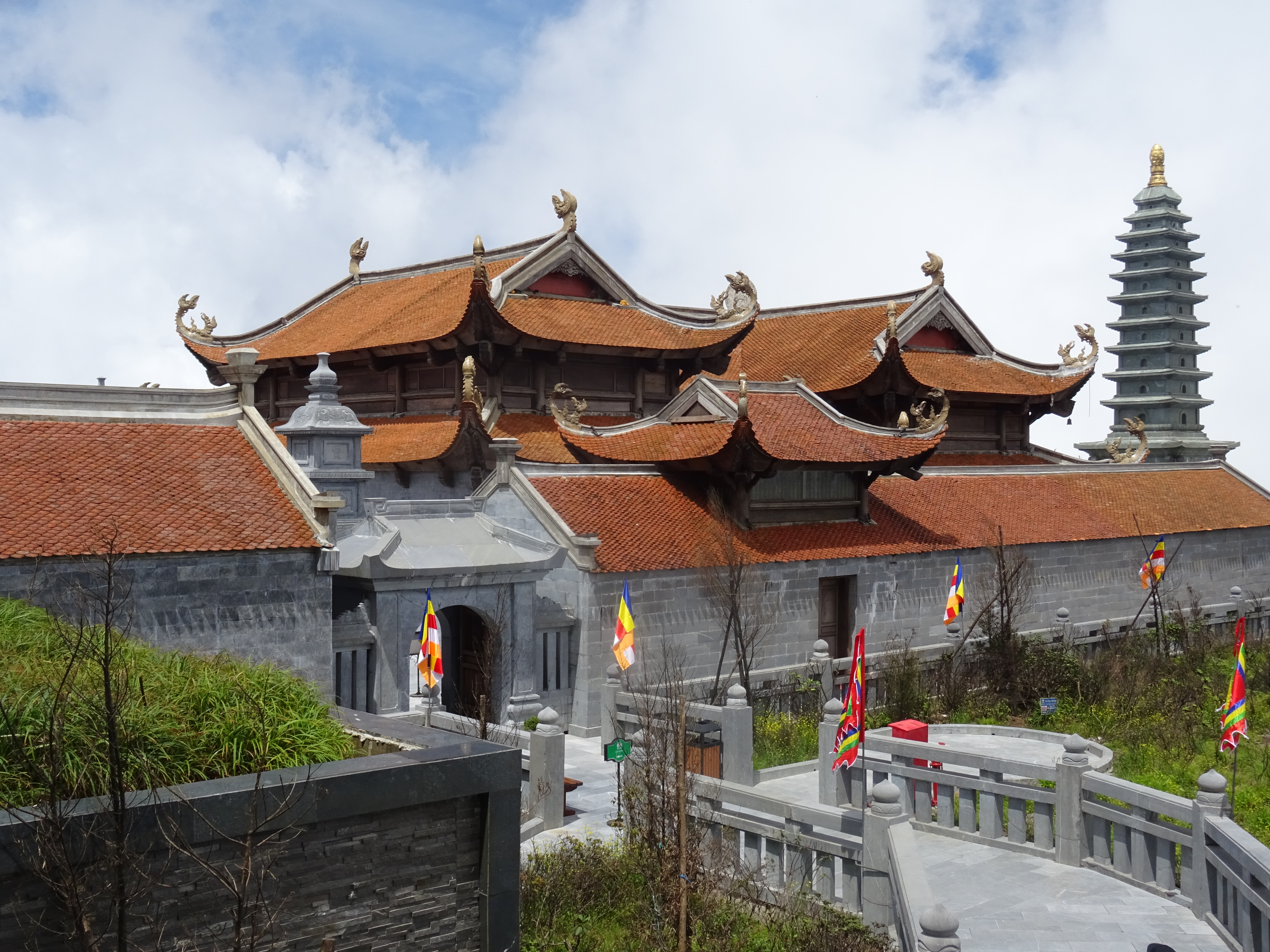
ファンシーパン山中の寺院
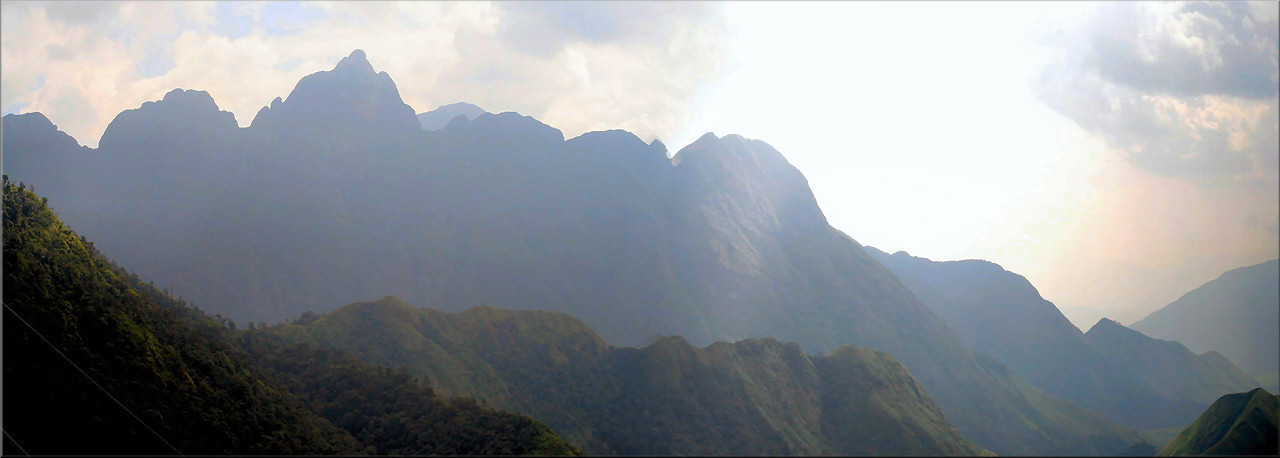
ファンシーパン山
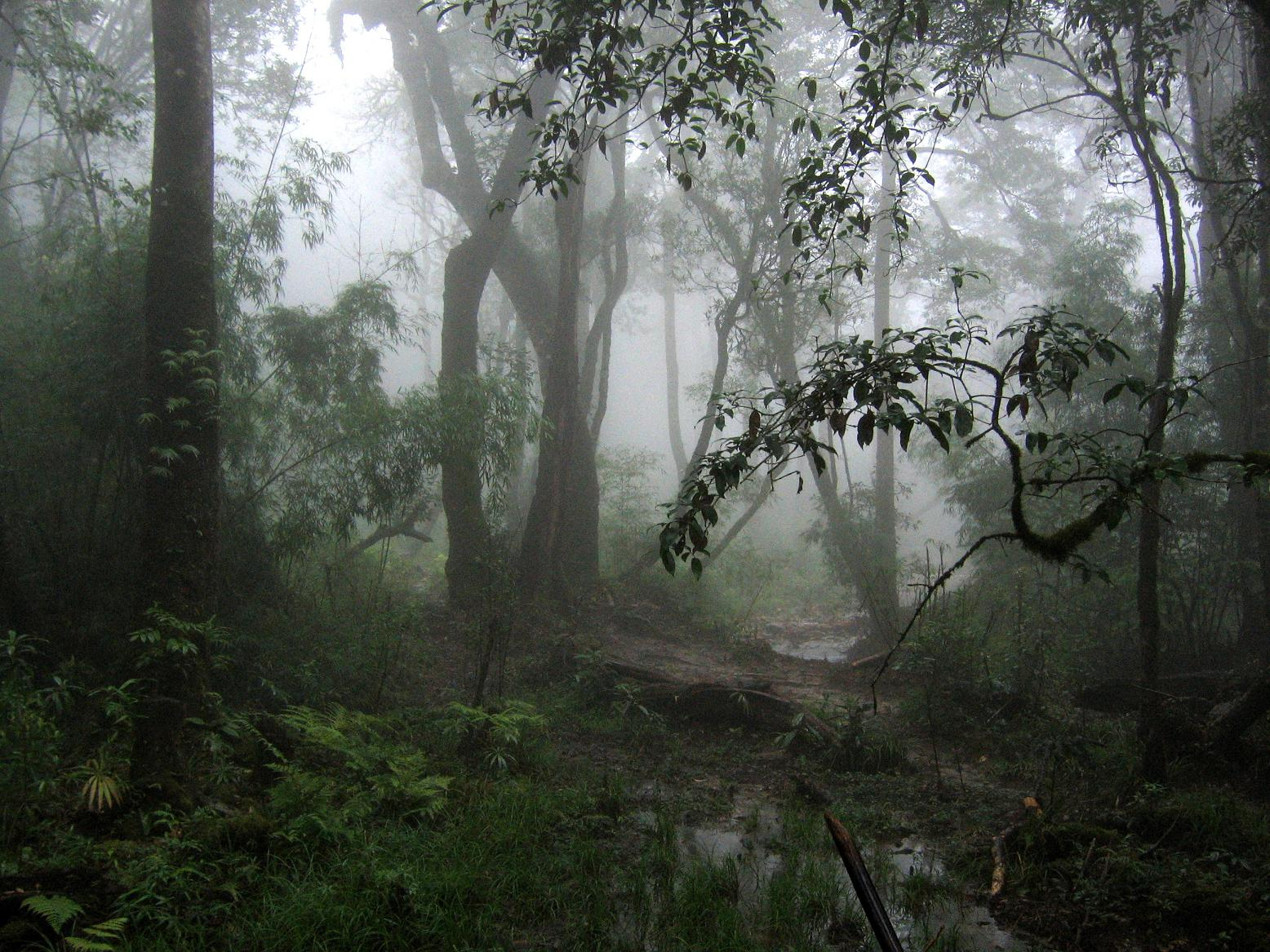
登山道中腹（海抜約1900m付近）
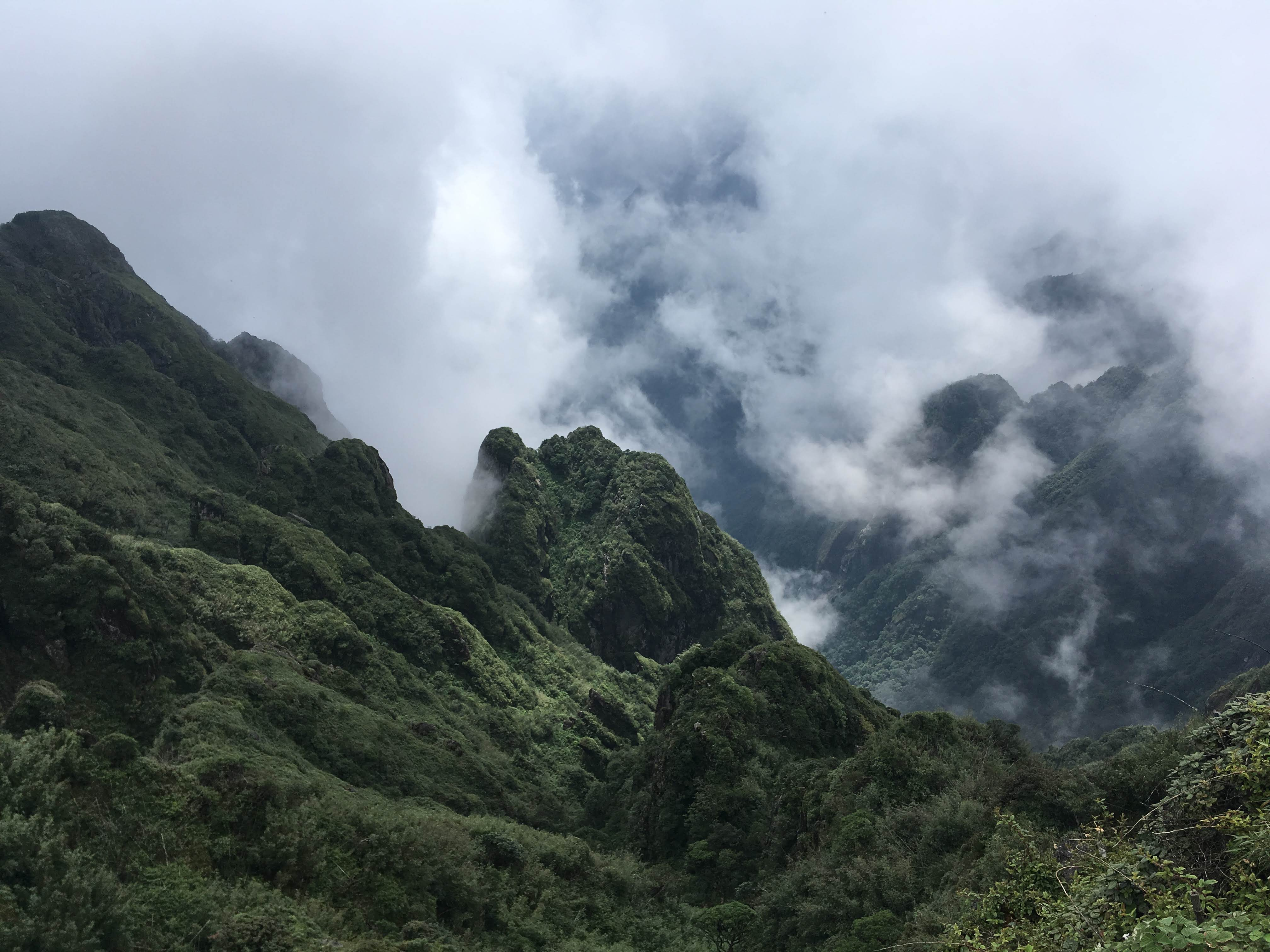
頂上からの眺め
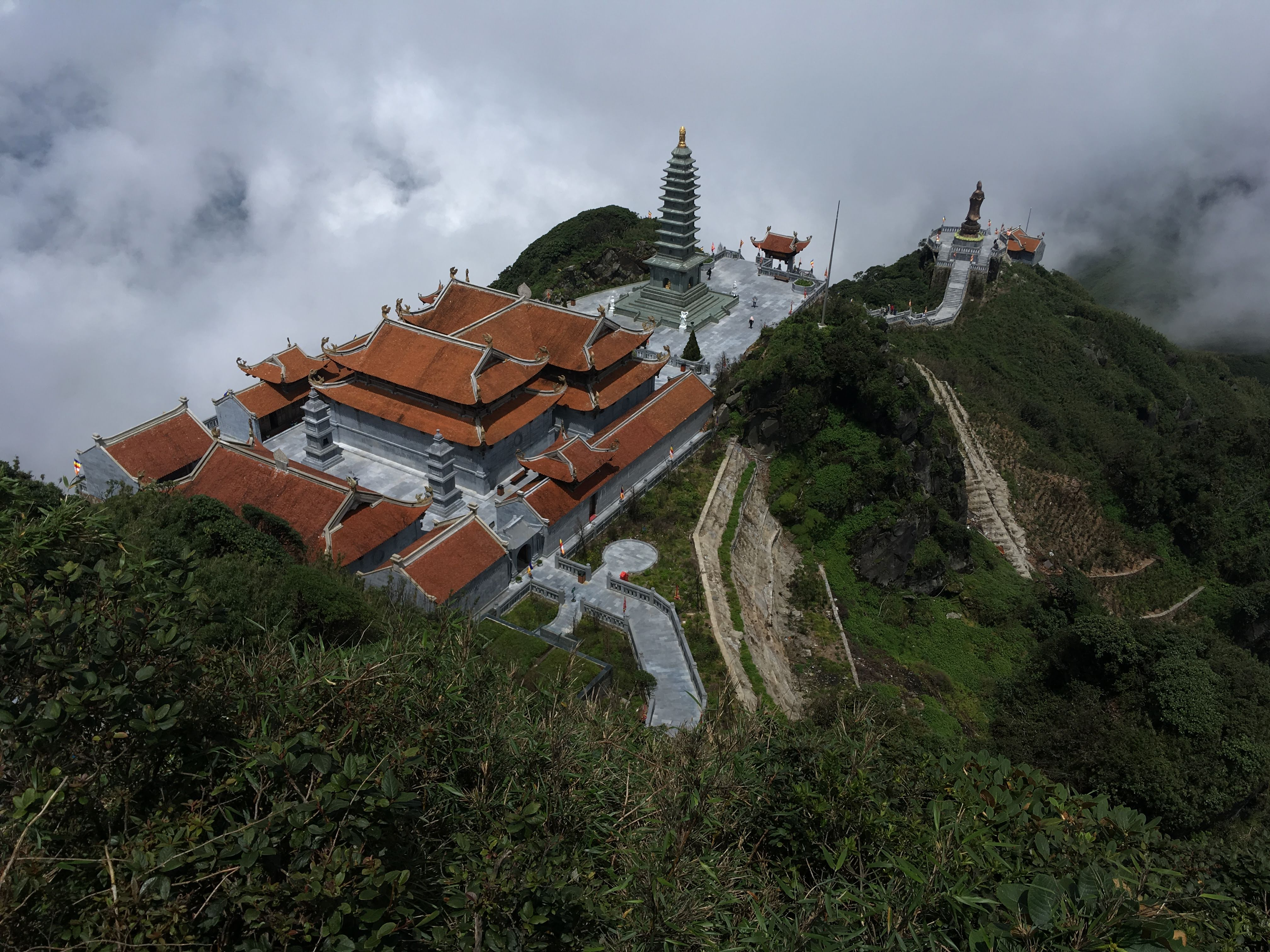
頂上から寺院を見下ろす
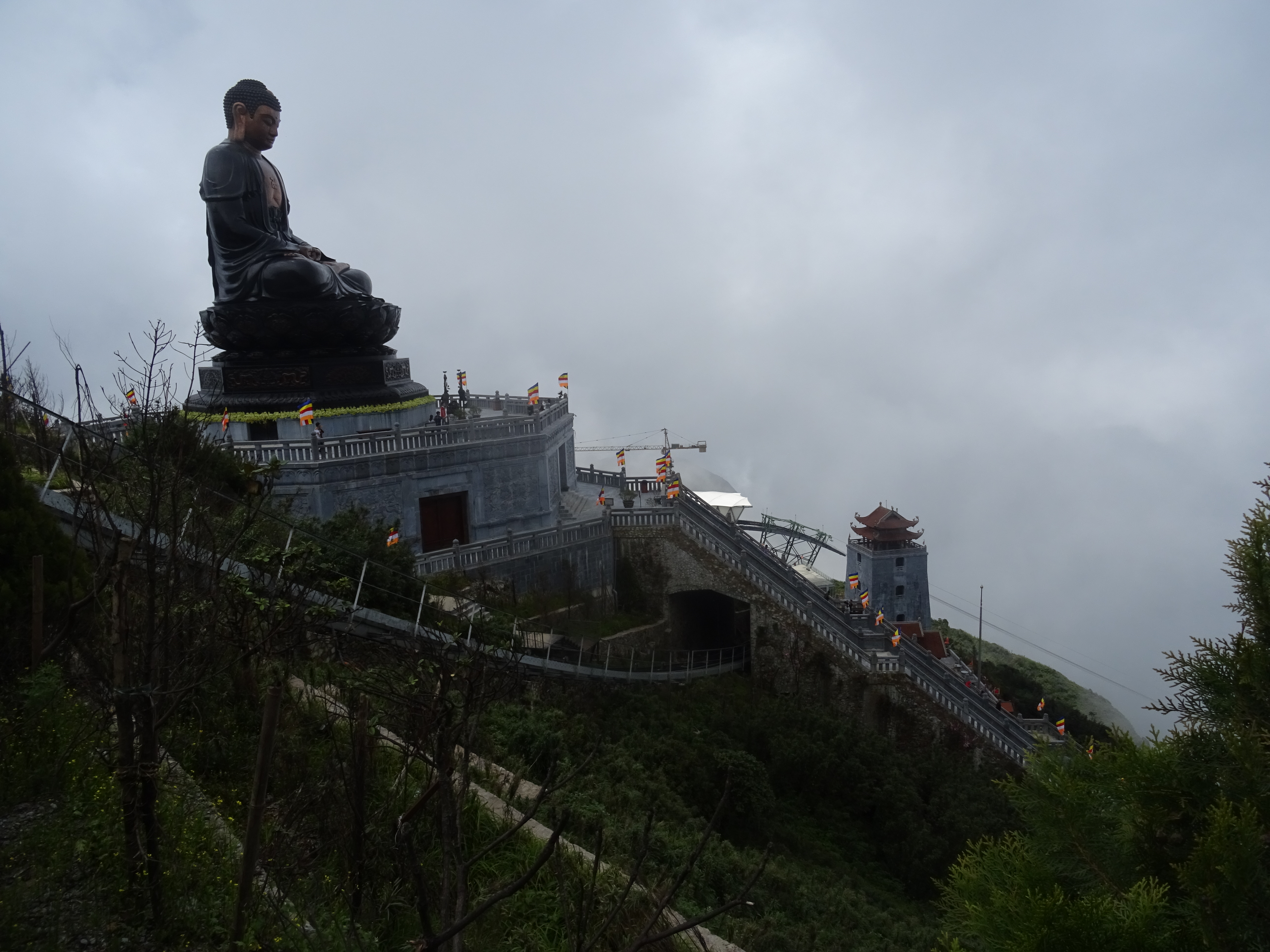
頂上近くにある阿弥陀如来像
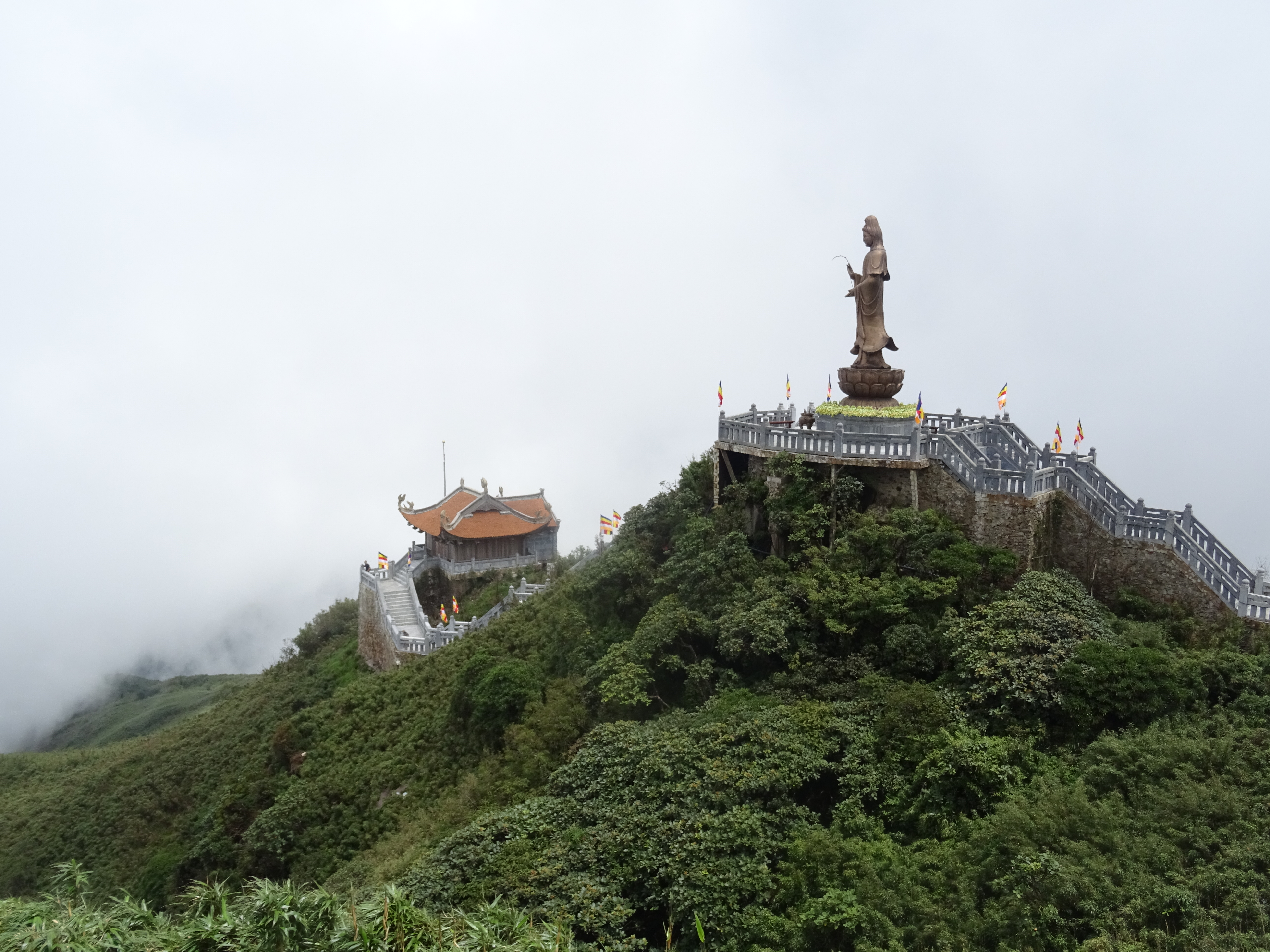
寺院近くの観音像